# Henning Otto von Dewitz
Henning Otto von Dewitz (* 30. Dezember 1707; † 13. August 1772 in Berlin) war ein preußischer Generalmajor und Chef des Husarenregiments Nr. 1.

## Leben

### Herkunft
Er war der Sohn des dänischen Generalleutnants Ulrich Otto von Dewitz (1671–1723) und dessen Ehefrau Anna Margarethe Katharina, geborene Gräfin von Wedel aus dem Hause Wedelsburg (Wedellsborg)  (* 1660; † 13. November 1719 in Groß Miltzow).

### Militärkarriere
Bereits 1715 war er mit seinem Vater in einem Feldlager bei Stralsund. Dewitz studierte zunächst die Wissenschaften, ging aber dann in preußische Dienste. Dort wurde er Leutnant, aber das reichte ihm nicht und so wechselte er nach Sachsen-Gotha. Dort wurde er 1734 Stabskapitän und trat im folgenden Jahr in kaiserliche Dienste, die er aber 1735 wieder verließ.
Während des Ersten Schlesischen Krieges war er 1741 als Freiwilliger in der Preußischen Armee in Schlesien. Dewitz zeichnete sich vor der Festung Neisse so aus, dass der preußische König Friedrich II. auf ihn aufmerksam wurde. So erhielt er am 5. Dezember 1741 eine eigene Eskadron im Husarenregiment „Bronikoski“ und dazu den Charakter eines Majors. Nach der Schlacht bei Chotusitz wurde er im Mai 1742 zum Oberstleutnant ernannt und erhielt am 13. Juni 1742 den Orden Pour le Mérite. Während des Zweiten Schlesischen Krieges traf Dewitz am 22. April 1745 bei Ratibor auf österreichische Husaren, die die preußische Vorhut angriffen. Bei diesem Gefecht erlitt er einen Durchschuss in das Bein, womit für ihn der weitere Feldzug beendet war.
Am 20. August 1746 zum Regimentskommandeur ernannt, wurde Dewitz Mitte September 1747 zum Oberst befördert und als Chef des Husarenregiments Nachfolger von Johann von Oppeln-Bronikowski, des „Vaters der preußischen Husaren“'. Aber seine Wunde aus Ratibor machte weiter Probleme und so bat er im September 1750 um seinen Abschied. Dewitz dimittierte am 2. Oktober 1750 mit einem Gnadengehalt und unter Verleihung des Charakters als Generalmajor.
Er hielt sich zunächst auf seinem Gut Reverin auf, das verkaufte er aber 1759 an einen Herren von Glöden und zog nach Berlin. Nach seinem Tod wurde Dewitz am 17. August 1772 in der Garnisonkirche beigesetzt.

### Familie
Er hatte sich am 9. März 1731 in Groß Miltzow mit Auguste Henriette von Dewitz (* 13. Januar 1712; † 26. Mai 1756) verheiratet. Aus der Ehe ging die Tochter Christine Sophie (* 23. Dezember 1732) hervor.